# Aulacopilum trichophyllum
Aulacopilum trichophyllum là một loài rêu trong họ Erpodiaceae. Loài này được Ångstr. mô tả khoa học đầu tiên năm 1862.